# زوبوجوق یکم
زوبوجوق یکم (انگلیسی: Birinci Zobucuq) یک شهرک در شهرستان فضولی و در کشور جمهوری آذربایجان است.